# Haliscera bigelowi
Haliscera bigelowi är en nässeldjursart som beskrevs av Paul Torben Lassenius Kramp 1947. Haliscera bigelowi ingår i släktet Haliscera och familjen Halicreatidae. Inga underarter finns listade i Catalogue of Life.